# تورستن اکبرت
تورستن اکبرت (انگلیسی: Torsten Eckbrett؛ زادهٔ ۱۳ آوریل ۱۹۸۴) قایقران کایاک، و قایقران کانو اهل آلمان است.